# Sulfeto de alilo
Sulfeto de metil-alilo (AMS) é um composto organossulfurado com a fórmula química CH2=CHCH2SCH3. A molécula apresenta dois grupos funcionais, um alil (CH2=CHCH2-) e um sulfeto. Em condições normais de pressão e temperatura, o composto é um líquido incolor com o forte odor característico dos alquil-sulfetos. É um metabolito do alho, e o "odor a alho" é atribuído à sua presença.
O composto é preparado pela reacção de cloreto de alilo com hidróxido de sódio e metanetiol.
CH2=CHCH2Cl + NaOH(aq) + CH3SH → CH2=CHCH2SCH3 + NaCl